# Capnometria
Capnometria, conhecida pela abreviatura PetCO2, é a medida da concentração de dióxido de carbono (CO2) no fim da expiração
O valor de referência é de 35 a 37mmhg.
É um método não invasivo de medir a pressão parcial de CO2 arterial (PaCO2).